# Filip Johansson
John Filip Valter Johansson dit « Svarte-Filip » (surnommé « Filip noir », en raison de la couleur de ses cheveux), né le 21 janvier 1902 à Surte en Suède et mort le 1er novembre 1976, était un joueur de football et de bandy suédois.

## Biographie

### En club
Filip Johansson passe la majeure partie de sa carrière avec le club de l'IFK Göteborg, où il évolue pendant neuf saisons, de 1924 à 1933.

### En équipe nationale
Filip Johansson reçoit 16 sélections en équipe de Suède entre 1925 et 1930, inscrivant 14 buts.
Il joue son premier match en équipe nationale le 9 juin 1925, en amical contre la Finlande. Dès son premier match, il se met en évidence en inscrivant un quadruplé, dont un penalty (victoire 4-0 à Göteborg).
Le 12 juillet 1925, il est l'auteur d'un triplé en amical contre la Hongrie (victoire 6-2 à Stockholm). Il inscrit un second triplé le 1er novembre de la même année, en amical contre la Pologne (victoire 2-6 à Cracovie).
Le 18 juillet 1926, il inscrit ses deux derniers buts en sélection (dont un penalty), lors d'une rencontre amicale face à l'Italie (victoire 5-3 à  Stockholm). Il joue son dernier match en équipe nationale le 22 juin 1930, face au Danemark, à l'occasion du championnat nordique (défaite 6-1 à Copenhague).